# Franciszek Kaliszewski
Franciszek Kaliszewski (ur. 10 września 1889 w Łodzi, zm. 5 czerwca 1960 tamże) – włókniarz, działacz komunistyczny.
Pochodził z chłopskiej rodziny z gminy Rzgów (obecnie gmina Gospodarz). Od 1903 pracował w łódzkich fabrykach jako włókniarz-przędzalnik. Od 1906 był kolporterem prasy SDKPiL w łódzkiej dzielnicy Górna, w 1907 aresztowany pod zarzutem udziału w zamachu na agenta policji, więziony w Łodzi, Piotrkowie, Kaliszu i Warszawie, skazany na 2 lata i 8 miesięcy katorgi w Centralnym Więzieniu Aleksandrowskim w guberni irkuckiej, w 1910 osiedlony w tej guberni. W 1912 aresztowany za udział w nielegalnym zebraniu socjaldemokratycznym w Krasnojarsku i na 23 miesiące uwięziony, a potem zesłany do Jakucji. XI 1917 brał udział w rewolucji październikowej na Syberii, w 1919 wrócił do Łodzi, gdzie nadal był włókniarzem. Działacz KPRP/KPP i członek Wydziału Zawodowego Komitetu Łódzkiego KPRP, przedstawiciel KPRP w Radzie Związków Zawodowych (RZZ) w Łodzi. W 1919 internowany w Dąbiu, skąd zbiegł po 11 miesiącach i został technikiem partyjnym KPRP w dzielnicy Górna. Od 1922 członek Komitetu Okręgowego (KO) KPRP, działacz Związku Proletariatu Miast i Wsi (ZPMiW). 19 IV 1923 aresztowany podczas masowej akcji policji przeciw komunistom w Łodzi i 11 X 1923 skazany na 3 lata więzienia; po apelacji wyrok zmniejszono do 2 lat więzienia we Wronkach. Po zwolnieniu nadal działał w KPP aż do jej rozwiązania w 1938. W 1940 wywieziony na przymusowe roboty do Niemiec i do końca wojny pracował w cegielni w Hanowerze. Po powrocie do Łodzi w 1946 został brakarzem przędzy w Zakładach Przemysłu Bawełnianego, od 1955 na rencie. Członek PPR i PZPR. Był odznaczony m.in. Orderem Sztandaru Pracy I klasy w 1955 i Brązowym Krzyżem Zasługi w 1947.
Jego starszy brat Bolesław, działacz SDKPiL, w 1906 został stracony przez Rosjan w lesie konstantynowskim.